# Paul Le Guen
Paul Le Guen (IPA: [pɔl lə ɡwɛn]) (Pencran, 1964. március 1. –) francia labdarúgó, edző.
Edzői sikereit a Lyon csapatával érte el leginkább, ugyanis három egymást követő évben bajnoki címet szerzett a Ligue 1-ben a csapattal. Azonban elég gyengén teljesített a Stade Rennais, illetve a skót Rangers csapatában.

## Labdarúgó pályafutása

### Klubokban
Hat évet játszott a Stade Brest csapatában, de neve leginkább a PSG csapatából ismert, itt ugyanis 7 évet húzott le, egy UEFA-kupa győzelmet gyűjtött be. Klubszinten összesen 478 mérkőzést húzott le.

### Válogatottban
17-szer szerepelt a francia válogatottban, legtöbbször sérülés hátráltatta a játékban. Tagja volt az 1994-es világbajnokságon szereplő keretnek Éric Cantonával és David Ginolával együtt. Pályafutását egy kameruni válogatott elleni mérkőzésen fejezte be 1998-ban.

## Edzői pályafutása

### Rennes
1998 és 2001 között volt a francia középcsapat menedzsere. Az ő edzősége alatt vált tehetséges labdarúgóvá El Hadji Diouf és Shabani Nonda. 2001-ben a klub hivatalos oldalán jelentette be, hogy elhagyja a csapatot. Ezek után egy évig nem kapott állást.

### Lyon
2002-ben Jacques Santini edző helyére hívták a francia élcsapatba, az ajánlatot elfogadta. Az első 9 mérkőzést megnyerte csapata, összességében az ő ideje alatt négy bajnoki címet zsebelt be a Lyon (bár az elsőnél csak a tavaszi szezonban ült a kispadon), valamint a Bajnokok Ligájában a negyeddöntőig menetelt a klub. Ezek után ismét egy évig nem edzősködött, habár mint másodedző, szerepelt a portugál Benfica, illetve a római Lazio kispadján, ezek után jelentette ki, hogy egykori csapatánál a Paris Saint-Germainnél szeretne edző lenni.

### Rangers
2006. március 11-én megerősítette a skót Rangers csapata, hogy Alex McLeish vezetőedző helyére a fiatal Paul Le Guent ültetik, aki hároméves szerződést kötött a csapattal.
Elég gyengén kezdte karrierjét a klubnál, hiszen a skót csapat az első 10 hazai bajnokiját elbukta az új Ibrox Stadionban. Hasonlóként kezdte a klubnál, mint az egykori legenda, John Greig az 1978-79-es szezonban.
November 8-án Le Guen csapata a Skót Ligakupa első fordulójában már kapitulált a másodosztályú St. Johnstone klubja ellen.
2007. január 1-jén a menedzser megfosztotta a csapatkapitányi karszalagtól a klubot régóta szolgáló Barry Fergusont, mely a szurkolók körében felháborodást keltett. Az esetről elsőként a BBC Sport csatorna számolt be.
Január 4-én bejelentette a Rangers vezetősége, hogy a francia edzőt elutasítják, ezzel Le Guen lett az a menedzser a csapatnál, aki a legrövidebb ideig szolgálta a klubot.
Az egyik ismert újságíró, Graham Spiers számolt be leginkább Le Guen állapotáról (Paul Le Guen: Enigma (ISBN 1845962915)), miszerint az edző nem érezte jó magát a klubnál, és elmondása szerint elbocsátása annak köszönhető, hogy az UEFA-kupában sem tudott helyt állni a csapata, illetve annak, hogy a rutinos Barry Fergusont megfosztotta a csapatkapitányi karszalagtól.

### Paris Saint-Germain
2007. január 15-én jelentette be a PSG klub vezetősége, hogy új menedzsert neveznek ki Paul Le Guen személyében, aki játékosként is szolgálta a klubot. Ezzel régi álma vált valóra, hiszen azt is tervezte, hogy edzői karrierje során a PSG csapatánál is szeretne lenni. Amikor megérkezett, a csapat a kiesés szélén állt a 17. helyen, azonban az edző megmentette a klubot a kieséstől, hiszen az év végén a 15. helyen zárták a bajnokságot. Le Guen ezek után megszerezte a klubbal a Francia Ligakupát, ezzel biztossá vált, hogy marad. A csapat pedig győzelmével megszerezte az UEFA-kupában való részvételt is. Le Guen azonban nem hosszabbította meg szerződését a klubbal, új kihívásokat akart.

### Kameruni válogatott
2009. júliusában Le Guen új szerződést írt alá öt hónapra, ezúttal a kameruni válogatott élére nevezték ki. A csapat kijutott a 2010-es világbajnokságra, azonban az első csapat volt, melynél biztossá vált, hogy búcsúzik a tornától.
A csapatban megfosztotta a karszalagtól a veterán Rigobert Songot, Samuel Eto’o lett a csapat új kapitánya, de ez nem okozott feszültséget köztük és a szurkolók között sem.
2010. június 24-én bejelentette lemondását a menedzser.

### Ománi válogatott
Bár a 2010-11-es szezonban néhány Ligue 1-ben szereplő csapat is felkereste, ő azonban az ománi válogatott ajánlatát fogadta el 2011. június 11-én.

### Le Havre
2019 júniusában a másodosztályú Le Havre vezetőedzője lett.

## Sikerei, díjai

### Edzőként
Lyon
- Francia bajnok (3-szor): 2002-2003, 2003-2004, 2004-2005
- Trophèe des Champions győztes: 2002, 2003, 2004

 Paris Saint-Germain
- Francia Ligakupa győztes: 2007-2008

## Statisztika

### Edzőként
2015. november 19. szerint
| Csapat              | Nem.     | Kinevezés        | Lemondás           | Statisztika | Statisztika | Statisztika | Statisztika | Statisztika |
| Csapat              | Nem.     | Kinevezés        | Lemondás           | M           | Gy          | D           | V           | Gy.a. (%)   |
| ------------------- | -------- | ---------------- | ------------------ | ----------- | ----------- | ----------- | ----------- | ----------- |
| Stade Rennais       | francia  | 1998             | 2001               | 121         | 53          | 22          | 46          | 43.80       |
| Olympique Lyonnais  | francia  | 2002. július 1.  | 2005. június 1.    | 155         | 84          | 43          | 28          | 54.19       |
| Rangers             | Skócia   | 2006. május 9.   | 2007. január 4.    | 31          | 16          | 8           | 7           | 51.61       |
| Paris Saint-Germain | francia  | 2007. január 15. | 2009. június 1.    | 110         | 53          | 24          | 33          | 48.18       |
| Kamerun             | Kamerun  | 2009. július 1.  | 2010. június 24.   | 19          | 7           | 5           | 7           | 36.84       |
| Omán                | Omán     | 2011. június 27. | 2015. november 19. | 83          | 32          | 26          | 25          | 38.55       |
| Összesen            | Összesen | Összesen         | Összesen           | 519         | 245         | 128         | 146         | 47.21       |

Jelmagyarázat:
Nem.: Nemzet
M: Mérkőzés
Gy: Győzelem
D: Döntetlen
V: Vereség
Gy.a.: Győzelmi arány (%-ban megadott adat)